# Drzeżewo
Drzeżewo (deutsch Dresow, kaschubisch Drzeżewò, auch Drżeżdżewò, slowinzisch Dřiḙžɵvɵ) ist ein Dorf in der polnischen Woiwodschaft Pommern und gehört zur Landgemeinde Główczyce (Glowitz) im Powiat Słupski (Stolper Kreis).

## Geographische Lage
Das Dorf liegt in Hinterpommern, am westlichen Ufer der Lupow, etwa 20 Kilometer nordöstlich von Stolp und 3 ½ Kilometer südsüdwestlich von Będziechowo (Bandsechow).

## Geschichte

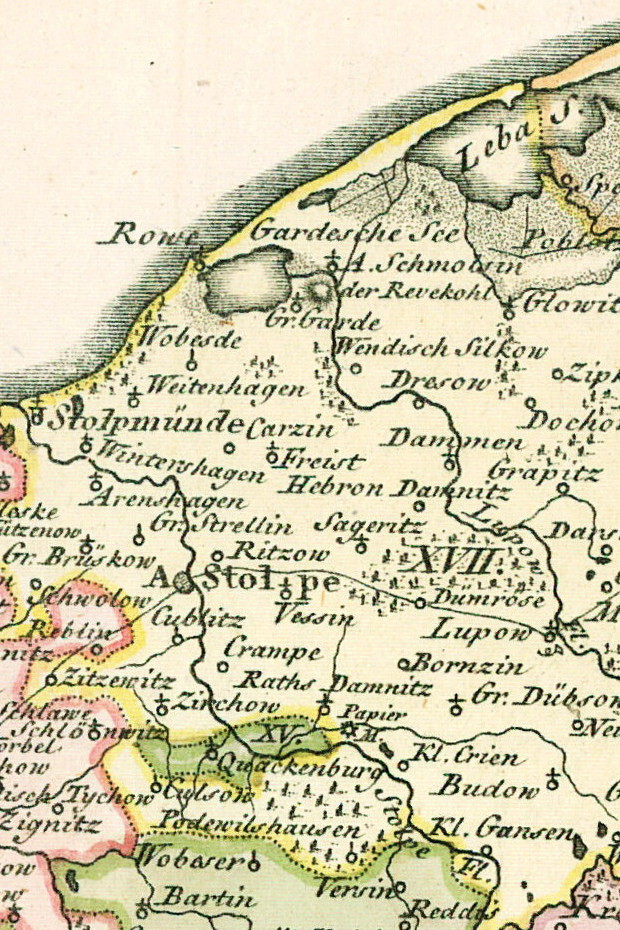
Dresow, nordöstlich der Stadt Stolp (älterer Name: Stolpe), am Westufer des Flusses Lupow, nördlich des Kirchdorfs Dammen, auf einer Landkarte von 1794.

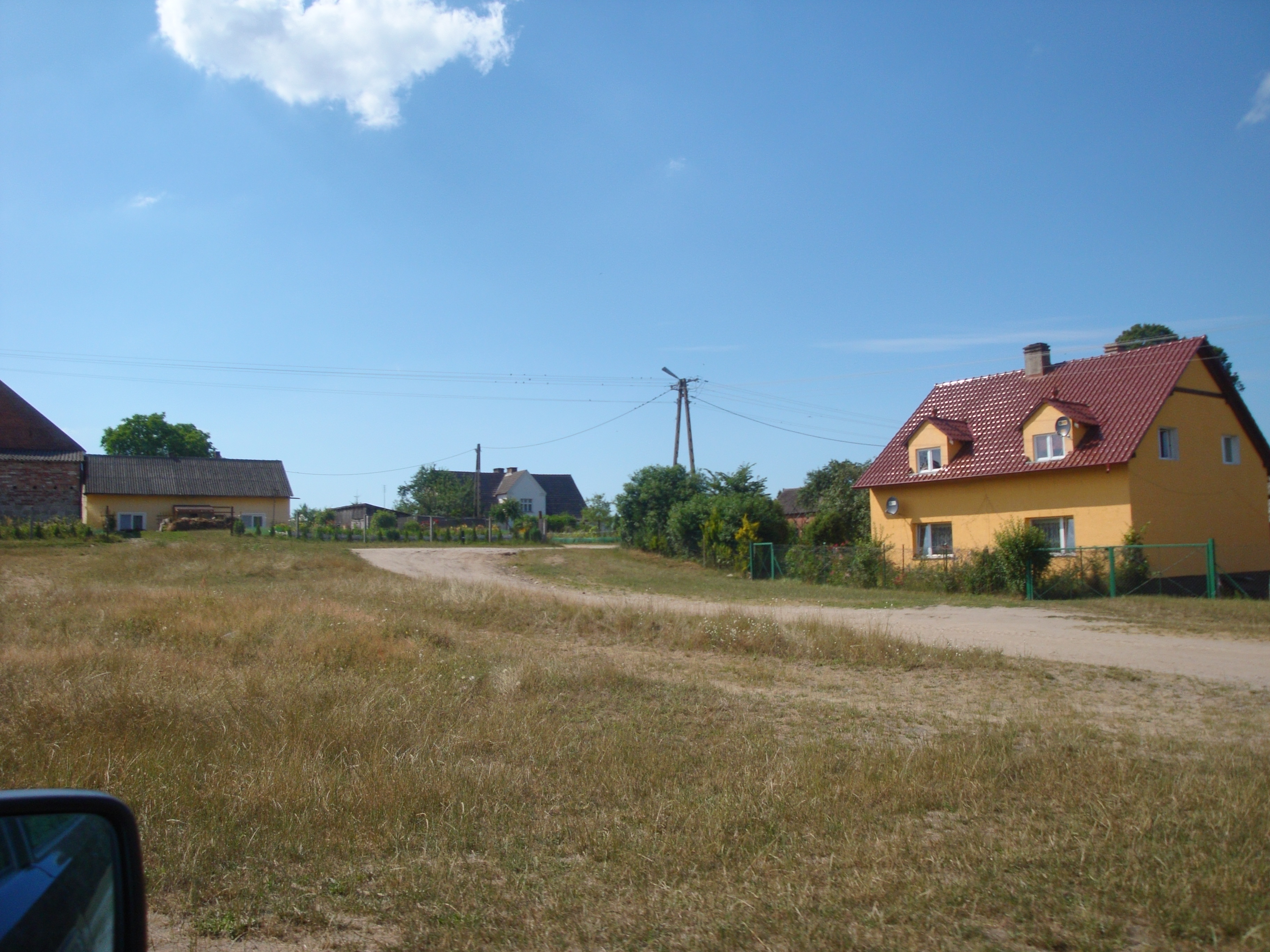
Dorfstraße (2010)

Der Siedlungsform nach war Dresow ein kleines Gassendorf. Es war im Besitz der Familie von Wobeser, aber auch derer von Massow. 1736 kaufte der Geheime Staatsminister Adam Ludwig von Blumenthal Dresow. Dieser übergab es 1743 seinem Schwiegersohn Johann Jacob von Wobeser, zusammen mit Bansekow und Liepe. Dessen Sohn Jacob Otto von Wobeser verkaufte Dresow, wiederum zusammen mit Bansekow und Liepe, 1767 an den Major Georg Ulrich von Massow. Fast 200 Jahre bis 1945 blieb Dresow im Besitz der Familie Massow. 
Um 1784 gab es in Dresow ein Vorwerk, drei Bauern und drei Kossäten bei insgesamt neun Feuerstellen.
Am 1. April 1927 hatte das Gut Dresow eine Flächengröße von 508 Hektar, und am 16. Juni 1925 hatte der Gutsbezirk 123 Einwohner. Am 30. September 1928 wurde der Gutsbezirk Dresow in die Landgemeinde Dresow eingegliedert.
1938 betrug die Gesamtfläche des Gutes mit Vorwerk Karolinenhof 485 Hektar. Davon waren 250 Hektar Ackerland und 233 Hektar Wald. Außerdem hatte Dresow damals elf landwirtschaftliche Betriebe.
Anfang der 1930er Jahre hatte die Landgemeinde Dresow eine Flächengröße von 6,4 km². Innerhalb der Gemeindegrenzen war Dresow die einzige Wohnstätte. Dort standen 21 bewohnte Wohnhäuser.
Im Jahre 1910 waren in Dresow 154 Einwohner registriert, 1933 waren es 174, und 1939 noch 155.
Bis 1945 gehörte Dresow zum Landkreis Stolp im Regierungsbezirk Köslin der preußischen Provinz Pommern. Amtsdorf war Bandsechow, in dessen Standesamtsbezirk es ebenfalls eingegliedert war. Amtsgerichtsbereich war Stolp.
Gegen Ende des Zweiten Weltkriegs wurde Dresow am 9. März 1945 von der Roten Armee
besetzt. Nach Beendigung der Kampfhandlungen wurde die Region zusammen mit ganz Hinterpommern seitens der sowjetischen Besatzungsmacht der Volksrepublik Polen zur Verwaltung überlassen. Dresow wurde unter der polonisierten Ortsbezeichnung ‚Drzeżewo‘ verwaltet. Im Spätsommer begann die polnische Administration mit der Vertreibung der einheimischen Dorfbewohner.
Später wurden in der BRD 58 und in der DDR 43 aus Dresow vertriebene Dorfbewohner ermittelt.
Das Dorf ist heute ein Teil der Gmina Główczyce im Powiat Słupski in der Woiwodschaft Pommern (1975–1998 Woiwodschaft Stolp). Hier leben jetzt 125 Einwohner.

## Kirche
Bis 1945 war die Bevölkerung von Dresow fast ausnahmslos evangelischer Konfession. Das Dorf gehörte mit 13 Orten in der Umgebung zum Kirchspiel Dammen im Kirchenkreis Stolp-Altstadt im Ostsprengel der Kirchenprovinz Pommern der Kirche der Altpreußischen Union. Letzter deutscher Geistlicher war Pfarrer Magnus Erdmann.

### Polnisches Kirchspiel seit 1945

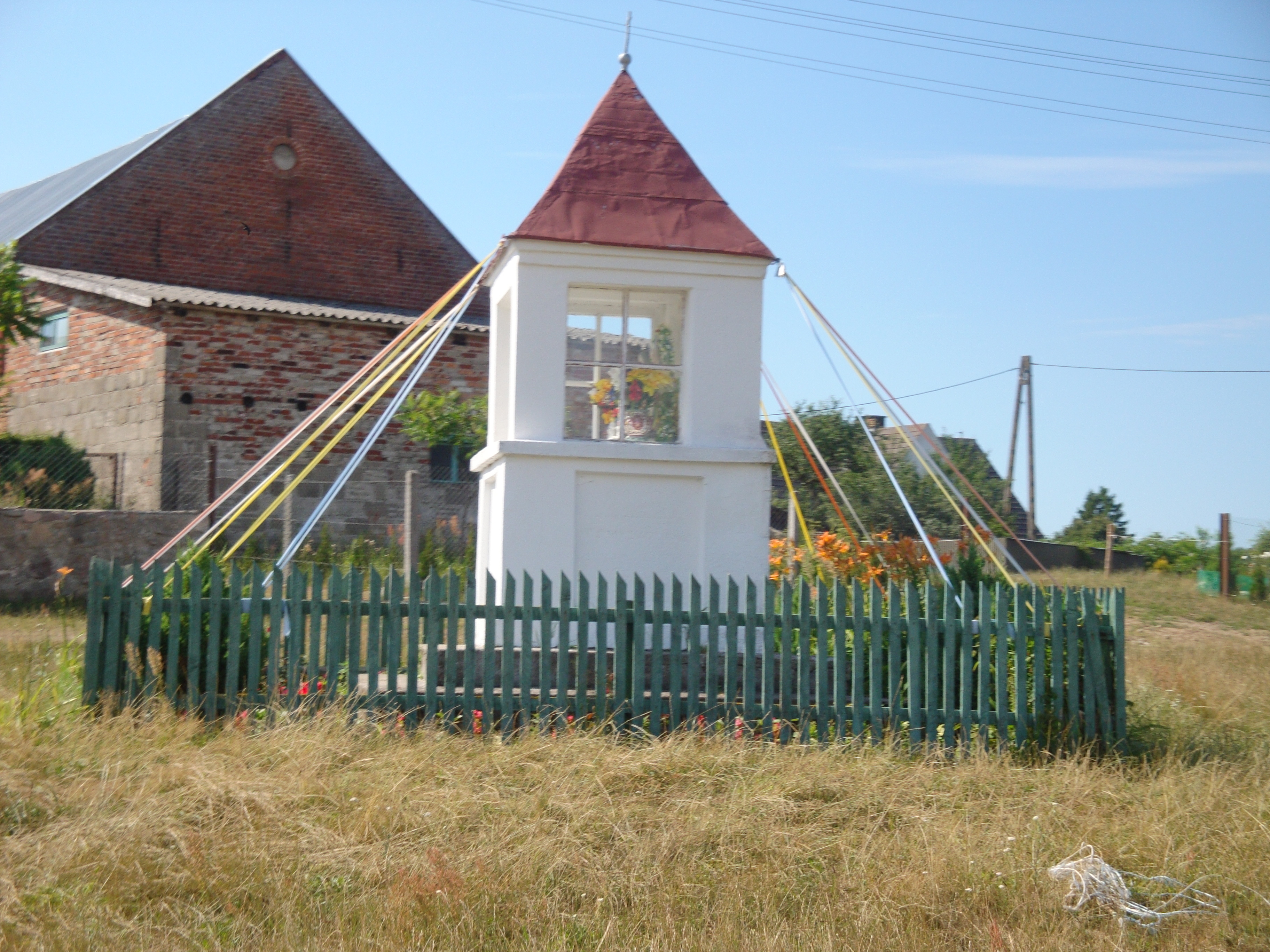
Polnischer römisch-katholischer Kultbau im Ort (2010)

Die seit 1945 und Vertreibung der einheimischen Dorfbewohner anwesende polnische Einwohnerschaft ist überwiegend katholisch und gehört zur Pfarrei Damno (Dammen) des Dekanats Główczyce (Glowitz) im Bistum Pelplin der Katholischen Kirche in Polen.
Hier lebende evangelische Kirchenglieder gehören zur Kirche in Główczyce (Glowitz), die Filialkirche der Kreuzkirchengemeinde in Stolp in der Diözese Pommern-Großpolen der Evangelisch-Augsburgischen Kirche in Polen ist.

## Schule
Die im Jahre 1932 einstufige Volksschule hatte einen Lehrer und 58 Schulkinder. Auch die Kinder aus Liepen besuchten die Schule in Dresow. Letzte deutsche Lehrer waren Hans Minx und Walter Wahrendorf.

## Verkehr
Das Dorf liegt an einer Nebenstraße, die Damno (Dammen) und Lipno (Liepen) mit Będziechowo (Bandsechow) an der Woiwodschaftsstraße 213 verbindet. Für den Ort besteht kein Bahnanschluss mehr, nachdem die 1897 erbaute Bahnstrecke Stolp–Gabel–Zezenow der Stolper Bahnen mit der Bahnstation Bandsechow außer Betrieb gesetzt worden ist.